# HIDD
HIDD (ang. Hardware Independant Device Driver – sprzętowo niezależne sterowniki urządzeń) – zespół kodów źródłowych, które umożliwiają stworzenie interfejsu dla sprzętu.
Systemem operacyjnym, który używa HIDD jest AROS